# Machagowdanahalli, Holenarsipur
Machagowdanahalli là một làng thuộc tehsil Holenarsipur, huyện Hassan, bang Karnataka, Ấn Độ.